# Michael Almebäck
Michael Carl-Eric Almebäck (Stoccolma, 4 aprile 1988) è un ex calciatore svedese, di ruolo difensore.

## Carriera
In Svezia ha giocato nel Brommapojkarna e nell'Örebro, poi dal 2011 al 2013 ha militato in Belgio nel Club Bruges.
Nel 2013 si è trasferito in Danimarca al Brøndby IF, poi nel 2015 la società gialloblu l'ha mandato in prestito all'Esbjerg fB fino a fine stagione.
Nel gennaio 2016 è tornato all'Örebro per una seconda parentesi, rimanendovi fino al termine dell'Allsvenskan 2021 che ha visto i bianconeri retrocedere in Superettan.